# Konor
A Konor kelta eredetű ír férfinév, jelentése: kutyabarát, farkasbarát, magasztos óhaj.

## Gyakorisága
Az 1990-es években szórványos név, a 2000-es években nem szerepel a 100 leggyakoribb férfinév között.

## Névnapok
Nem hivatalos névnapok:
- Február 14.
- Február 18.
- Február 19.
- Május 23.
- November 26.
- December 14.

## Híres Konorok
- Conor McGregor (*1988) ír harcművész

## Ajánlott irodalom
- Kálmán Béla: A nevek világa (Csokonai Kiadó, 1989) ISBN 963025977X
- Az MTA Nyelvtudományi Intézete által alkalmazott utónév-engedélyezési alapelvek (Hozzáférés 2010. augusztus 20.)
- Gajdos Zsuzsanna: Utónévlexikon. Magyar férfi és női neveink ISBN 978-963-9693-36-4